# أرت اشمورتف
آيرات رافيلوفيتش إيشموراتوف (الروسية: Айрат Рафаилович Иshмуратов، السيريلية التتارية: Айрат Рафаил улы Иshмурат،) من مواليد 28 يونيو 1973، هو ملحن روسي / كندي من مواليد فولغا التتار، وقائد الفرقة الموسيقية وعازف الكلارينيت كليزمر. وهو عضو مؤسس وعازف كلارينيت لمجموعة كليزمر الحائزة على جوائز ومقرها مونتريال كليزتوري وأستاذ مدعو في جامعة لافال في كيبيك، كندا.

## وقت مبكر من الحياة
ولد إيشموراتوف ونشأ في قازان، عاصمة وأكبر مدينة في جمهورية تتارستان، روسيا. وهو الطفل الثاني لرازيما إيشموراتوفا (جاتينا) ورافائيل إيشموراتوف. آيرات إيتشموراتوف هو ممثل لسلالة مسرحية تتارية معروفة. كان جده، رضا فخروتدينوفيتش إيشمورات (إيشموراتوف)، كاتبًا مسرحيًا وشخصية عامة ودعاية ومخرجًا. لقد كان فنانًا مشرفًا في جمهورية روسيا الاتحادية الاشتراكية السوفياتية (جمهورية روسيا الاتحادية الاشتراكية السوفياتية). جدته، رشيدة عبد العزيزوفنا زيغانشينا، كانت ممثلة في مسرح جالياسكار كمال تتار الأكاديمي، وشخصية عامة، وكاتبة مسرحية، وفنانة الشعب في جمهورية تتارستان والاتحاد الروسي.